# PSR B1913+16
PSR B1913+16 (también conocido como J1915+1606) es un púlsar en un sistema estelar binario, en órbita con otra estrella alrededor de un centro de masa. Fue descubierto en 1974 por Russell Alan Hulse y Joseph Hooton Taylor, Jr., de la Universidad de Princeton, un descubrimiento por el que recibieron el premio Nobel de Física de 1993.
Usando la antena de Areceibo de 305 m Hulse y Taylor detectaron emisiones pulsares de radio e identificaron la fuente como un púlsar, es decir una estrella de neutrones altamente magnetizada y con una rotación muy veloz. La estrella de neutrones gira alrededor de su eje 17 veces por segundo aproximadamente; por lo tanto, el período de pulsación es de 59 milisegundos.
Al medir las pulsaciones de radio, Hulse y Talylor notaron, que había una variación sistemática en el tiempo de llegada de las pulsaciones. A veces, las pulsaciones llegaban un poco antes de lo esperado; a veces, después de lo esperado. Estas variaciones cambiaban de manera suave y repetitiva, con un período, de 7.75 horas. Se dieron cuenta de que este comportamiento era predecible si el pulsar se encontraba en un sistema estelar binario, con otra estrella.
El pulsar y su compañera siguen ambas órbitas elípticas alrededor de su centro de masa común. Ambas se mueven en su órbita de acuerdo a las leyes de Kepler.
- Datos: Q155920